# Лей (аэропорт)

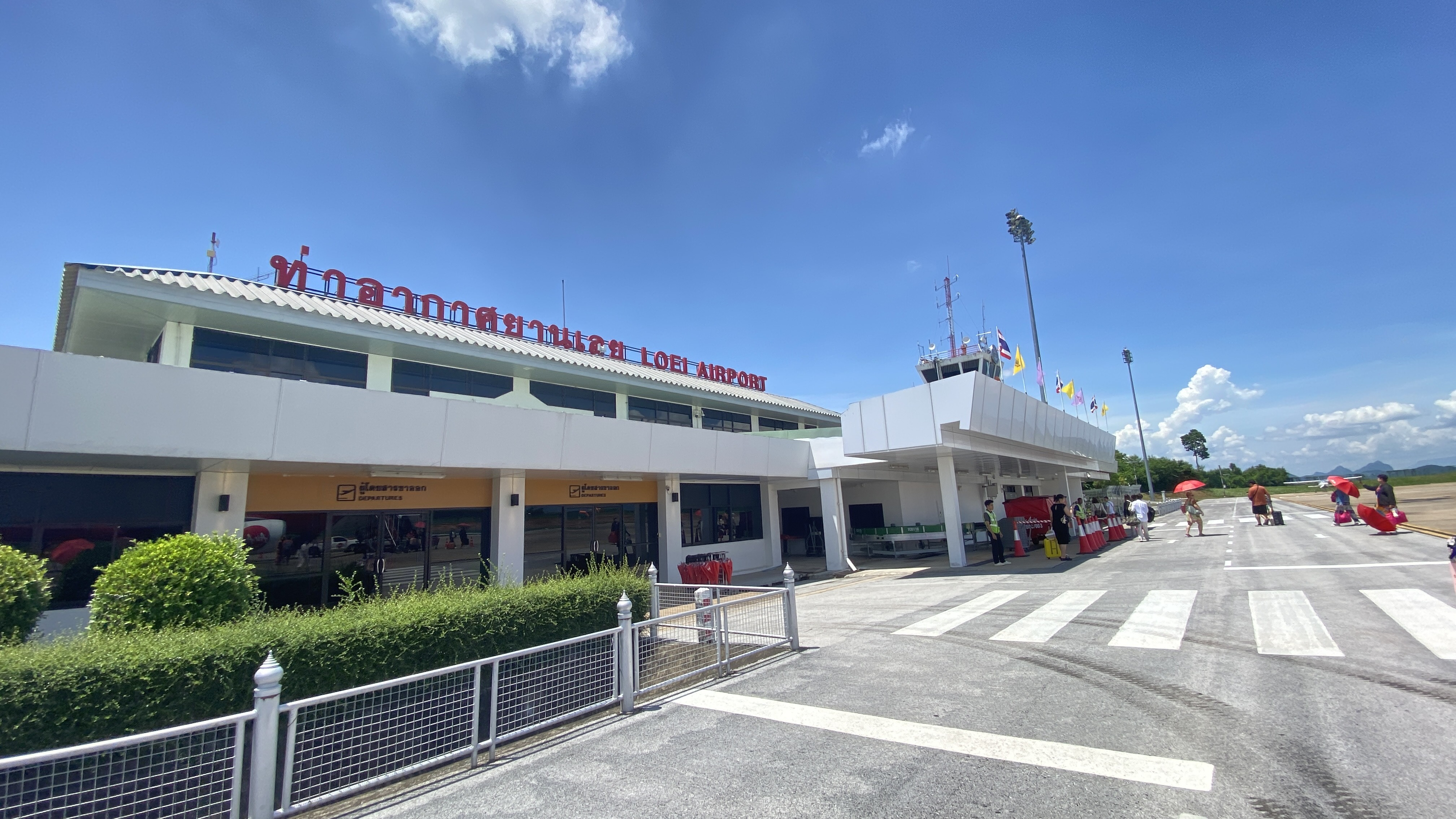
Терминал аэропорта Лёй

Аэропорт Лёй (тайск. ท่าอากาศยานเลย), (ИАТА: LOE, ИКАО: VTUL) — гражданский аэропорт, обслуживающий коммерческие авиаперевозки города Лей (одноимённой провинция, Таиланд). Находится под управлением государственной компании «Аэропорты Таиланда».

## Общие сведения
Аэропорт Лей расположен на высоте 262 метров над уровнем моря и эксплуатирует одну взлётно-посадочную полосу 01/19 размерами 2100х45 метров с асфальтовым покрытием.